# 기원전 75년

## 연호
- 전한(前漢) 원봉(元鳳) 6년

## 기년
- 전한(前漢) 소제(昭帝) 12년